# Doriano Kortstam
Doriano Marvin Kortstam (Rotterdam, 7 luglio 1994) è un calciatore olandese, difensore dell'RKSV Halsteren.

## Carriera

### Club
Nel 2014 ha fatto parte della rosa dello Slavoj Trebišov, formazione della seconda divisione slovacca. Nel 2017 ha militato nell'Achilles '29, società della seconda divisione olandese. Nella stagione 2017-2018 ha giocato nell'Eindhoven, altro club della seconda divisione olandese. Nella stagione 2018-2019 ha militato nel Platanias, nella seconda divisione greca. Rimasto svincolato, l'anno successivo ha fatto ritorno al Platanias, sempre nella seconda divisione greca. Nella stagione 2020-2021 ha giocato nella terza divisione spagnola con l'Orihuela.

### Nazionale
Nel 2016 ha esordito con la nazionale di Curaçao. In seguito viene convocato per la CONCACAF Gold Cup 2017.